# Носій десантних засобів

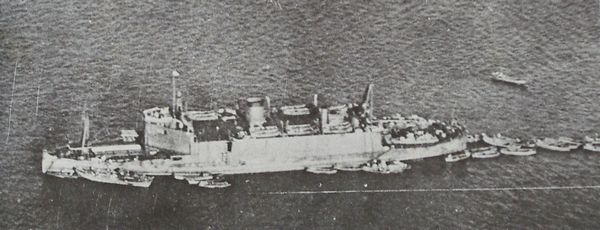
Прототип Shinshū Maru

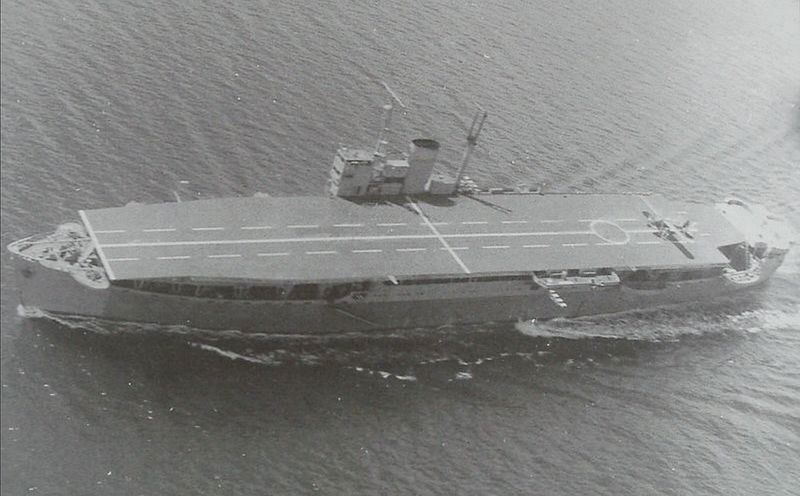
Носій десантних засобів типу Hei Akitsu Maru

Носії десантних засобів були інноваційним типом десантних кораблів, розробленим Імператорською армією Японії ще до  Другої світової війни.  Прототип був розроблений в таємниці під псевдонімами Ryujo Maru і Fuso Maru  та мав характеристики десантних транспортів-доків, прийнятих на озброєння інших флотів значно пізніше.  Додаткові кораблі були побудовані після підтвердження успішності концепції бойовим досвідом. Водночас ці більш досконалі кораблі були спущені після завершення періоду японських наступальних операцій на початку війни, пов'язаних  з висадкою морських десантів, і використовувалися у першу чергу як транспортні судна.  Сучасні універсальні десантні кораблі. реалізують ту ж концепцію, що і японські носії десантних засобів. 

## Прототип
Shinshū Maru завершена у 1935 та модифікована 1936, отримавши затоплювану палубу. Це був перший корабель у світі, спеціально створений для перевезення і випуску десантних засобів Він мав кормові та бічні ворота для спуску на воду десантних засобів для  2,200 солдат, які він перевозив. Корабель продемонстрував переваги концепції під час вторгнення у Шанхай, Малайзію та Яву.

## Тип Хей
Кораблі типу Хей мав злітну палубу та міг нести до 28 літаків, але не мав ангарної палуби, оскільки палуба під палубою використовувалася для перевезення 25 десантно-висадкових засобів, які випускалися через спеціальні воротаі.  Акісу Мару було завершено вчасно, щоб корабель взяв участь у вторгненні на Яву; але цей і наступний корабель типу Хей  використовувалися переважно як авіатранспорти для перевезення літаків короткого радіуса дії на віддалені бази.  Ці кораблі мали тоннажність у 11 800 тонн та швидкість 20 вузлів. Вони були перероблені з пасажирських суден компанії Nippon Kaiun. На них базувалися по два  Вони керували двома автожири Ка-1.   Обидва кораблі були затоплені підводними човнами в 1944.  
- Акіцу Мару було завершено в січні 1942.
- Нігіцу Мару було завершено в березні 1943.

## ТипKo
Трохи більші кораблі  типу Ко мали водотоннажність 11 910 тонн, та швидкість  20,8 вузлів.  Це були кораблі з дизельними двигунами, оснащені кормовими рамповими воротами для запуску двадцяти десантних барж типу Daihatsu, що зберігалися у затоплюваних трюмах.   Обидва були потоплені підводними човнами з дуже важкими втратами серед членів екіпажу.  
- Mayasan Maru було завершено у грудні 1942.
- Тамацу Мару було завершено в січні 1944.